# Nexus 6
 (novembre 2014).
Si vous disposez d'ouvrages ou d'articles de référence ou si vous connaissez des sites web de qualité traitant du thème abordé ici, merci de compléter l'article en donnant les références utiles à sa vérifiabilité et en les liant à la section « Notes et références ».
Le Nexus 6 est un smartphone codéveloppé par Google et par Motorola (récemment acquise par Lenovo).
C'est l'un des deux modèles de la gamme Nexus 2014 de Google, avec la tablette Nexus 9. Il a été lancé, pour les précommandes le 29 octobre 2014 et est tombé en rupture de stock le jour même. Il succède au Nexus One, au Nexus S, au Galaxy Nexus, au Nexus 4 et au Nexus 5 et précède les Nexus 5X et Nexus 6P.
Son nom de code est Shamu.

## Caractéristiques
Le Nexus 6 est considéré comme un super-Moto X, auquel il ressemble beaucoup, la taille de l'écran passant de 5,2 pouces à 6 pouces de diagonale. C'est la première phablette produite par Google et Motorola.
Les tranches latérales ainsi que les tranches inférieure et supérieure du terminal sont en aluminium. Le dos, lui, est en plastique (softouch). L'APN principal de 13 Mpx comporte deux flashes LED à diffusion circulaire. Sur la face avant, on retrouve deux haut-parleurs frontaux (le haut-parleur supérieur fait également office d'écouteur téléphonique) ainsi qu'un APN frontal de 2 Mpx. Il faut noter la présence d'une LED de notification (RVB) qui se loge au milieu du haut-parleur supérieur. Cependant, la LED du Nexus 6 nécessite une opération root du téléphone pour pouvoir l'utiliser.
Le Nexus 6 est disponible en 2 coloris : bleu nuit et blanc nuage.

## Controverses
- Les Nexus étaient, depuis le Nexus 4, des téléphones abordables visant une clientèle qui cherche un smartphone à prix raisonnable, compatible avec la plus récente plateforme Android : Lollipop. À la surprise de la communauté technologique, Google lance le Nexus 6 à un prix bien supérieur à celui de son prédécesseur, passant de 349 € (en 16 Go) et 399 € (en 32 Go) pour le Nexus 5 à 649 € (en 32 Go) et 699 € (en 64 Go) pour le Nexus 6.

- Les anciens smartphones Nexus ont toujours été, comme les iPhones, des téléphones de taille moyenne, mais le Nexus 6 a un écran de 5,96 pouces, beaucoup plus grand que ses prédécesseurs.

- Au premier jour de la précommande, la demande excéda l'offre et Google tomba en rupture de stock durant la journée du lancement.